# Jean-Pierre Kintz
Pour les articles homonymes, voir Kintz.
Jean-Pierre Kintz, né le 17 avril 1932 à Illkirch-Graffenstaden (Bas-Rhin) et mort le 16 février 2018 à Strasbourg, est un historien alsacien, professeur à l'université de Strasbourg. Moderniste, il est spécialiste de l'histoire de l'Alsace.

## Biographie
Jean-Pierre Georges Joseph Kintz fait ses études secondaires au lycée Kléber et une année de première supérieure au lycée Fustel-de-Coulanges. Il poursuit ses études à l'université, où il prépare un mémoire de DES en histoire contemporaine, sur la presse politique à Strasbourg dans la deuxième moitié du XIXe siècle. Il est reçu à l'agrégation d'histoire (1962), et nommé professeur d'histoire au lycée Kléber (1962-1969), puis assistant à l'université durant une année en 1969-1970. Il soutient en 1970, une thèse de 3e cycle d'histoire, intitulée « Journaux politiques et journalistes strasbourgeois sous la Seconde République et à la fin du Second Empire », à l'université de Strasbourg 2 et devient enseignant-chercheur à l'université de Strasbourg la même année. Il soutient une thèse d'État, intitulée « La société strasbourgeoise du milieu du XVIe siècle à la fin de la guerre de Trente Ans (1560-1650). Essai d'histoire démographique et sociale », à la même université, en 1980, sous la direction de Philippe Dollinger, qu'il publie en 1984, puis il est nommé professeur à l'université de Haute-Alsace (1983-1991). En 1991, il obtient un poste de professeur à l'université Strasbourg 2, où il achève sa carrière académique en 2000.

## Activités éditoriales
Il est spécialiste de l'histoire de l'Alsace et publie Regards sur l’histoire de l’Alsace (XVIe-XXe siècle). 
Il s'intéresse également à la presse alsacienne, et publie un fascicule consacré au journal Relation, édité par Johann Carolus en 1605. 
Il est directeur de publication du Nouveau Dictionnaire de biographie alsacienne, et président de la Fédération des sociétés d'histoire et d'archéologie d'Alsace (2000-2008).

## Publications
- Journaux politiques et journalistes strasbourgeois sous le Second Empire 1852-1870, Istra, 1974, 166 p.
- La société strasbourgeoise du milieu du XVIe siècle à la fin de la guerre de Trente Ans, essai d'histoire démographique, économique et sociale, Ophrys, 1984, 549 p.
- La diffusion des Dernières Nouvelles d'Alsace pendant les années 1970, éditions Panthéon-Assas, 2002
- Regards sur l’histoire de l’Alsace (XVIe – XXe siècle), Strasbourg, Fédération des sociétés d’histoire et d’archéologie d’Alsace, 2008, 578 p.
- « Relation 1605 : Strasbourg invente le premier journal», Strasbourg, 2013, 55 p.
- La conquête de l'Alsace : le triomphe de Louis XIV, diplomate et guerrier, Strasbourg/Paris : La Nuée Bleue /Place des Victoires, 2017, 604 p. (ISBN 9782809915099)
- L'Alsace au XVIe siècle- les hommes et leur espace de vie-1525-1618, Strasbourg, Presses Universitaires de Strasbourg, 2018,  (ISBN 978-2-86820-538-4)

## Distinctions

### Décoration
- 1999 :  Commandeur de l'ordre des Palmes académiques [2]

### Récompense
- 2003 : prix Marcel Flach de l'Académie des sciences morales et politiques[9]